# Sibérie m'était contéee
Sibérie m'était contéee (en español: «Siberia me fuera contadaa», con un error ortográfico deliberado) es el tercer álbum de estudio de Manu Chao como solista, publicado en 2004.
Este es el primer disco cantado íntegramente en francés y viene acompañado de un libro con textos del propio Manu Chao ilustrados por el dibujante polaco Jacek Wozniak. El álbum descubre una faceta del músico más intimista, en la que parece acercarse a la chanson. Además, destacan la guitarra y el acordeón y se hace patente la presencia de París, su Siberia particular, una ciudad donde, según ha contado el artista, las relaciones humanas escasean. Wozniak, por su parte, se adapta con trazos infantiles a los textos de Chao con unos dibujos coloristas en los que mezcla pingüinos con don quijotes, personas que transportan coches, atascos, coches policiales, tiovivos y muñecotes.

## Grabación y lanzamiento
El álbum está cantado totalmente en francés y contiene un libro de gran tamaño con letras de canciones del álbum y de álbumes anteriores de Manu Chao, así como ilustraciones de Jacek Woźniak. El sencillo fue «Petite blonde du Boulevard Brune» («Pequeña rubia del boulevard Brune», que es un bulevar parisino). Las canciones se refieren fuertemente a París y la vida parisina. La canción «Helno est mort» («Helno ha muerto») está dedicada a la memoria de su amigo Helno (Noël Rota), cantante del grupo Les Négresses Vertes, quien murió de una sobredosis de drogas en 1993. Dicha canción se basa en la melodía de «Au clair de la lune», canción de cuna tradicional francesa.

## Ortografía del título
Hay que tener en cuenta que el título incorpora una falta de ortografía intencional (contéee en vez de contée). Puede o no puede incorporar una caída intencional del acento agudo en Sibérie/Siberie y m'était/m'etait. El título correcto gramaticalmente sería Sibérie m'était contée. El título escrito en mayúsculas en la carátula del álbum es SIBERIE M'ETAIT CONTÉEE. Para interpretar esto, es necesario entender que en la lengua francesa no suelen apareces los signos diacríticos en letras capitales, pero sin embargo muy a menudo conserva el acento de la capital É (E con acento agudo) cuando ocurre en el final de una palabra o cerca de la posición final de palabra, porque en esta posición podría confundirse con "e" muda y la palabra podría confundirse con otra palabra: por ejemplo, conté (contó [masculino]), conte (cuento).
Así, los francófonos interpretan el título como Sibérie m'était contéee. Sin embargo en manuchao.net (web oficial de Manu Chao) le da el título Siberie m'etait contéee (sin acentos en Sibérie o m'était) a pesar de que Sibérie aparece en otras partes de la misma página con el acento. No se sabe si esta caída de acentos en Sibérie y m'était realmente refleja las intenciones del cantante o simplemente fue realizada por el webmaster del sitio.

## Lista de canciones
1. "Le P'tit Jardin"
2. "Petite Blonde du Boulevard Brune"
3. "La Valse à Sale Temps"
4. "Les Milles Paillettes"
5. "Il Faut Manger"
6. "Helno Est Mort"
7. "J'ai Besoin de La Lune"
8. "L'automne Est Las"
9. "Si Loin de Toi... Je Te Joue"
10. "100.000 remords"
11. "Trop Tôt, Trop Tard"
12. "Te Tromper"
13. "Madame Banquise"
14. "Les Rues de L'Hiver"
15. "Sibérie Fleuve Amour"
16. "Les Petites Planètes"
17. "Te Souviens Tu..."
18. "J'ai Besoin de La Lune... Remix"
19. "Dans Mon Jardin"
20. "Merci Bonsoir..."
21. "Fou de Toi"
22. "Les Yeux Turquoises"
23. "...Sibérie..."

## Ficha técnica[3]
- Masterizado por: Chab
- Músicos: Bouba, Cheik Tidiane, Gonzales, Madjid Fahem, Rosario, Roy Paci, Sady, Vias GZ
- Grabado y mezclado por: Oscar Tramor (Manu Chao)